# Svenska Missionsförbundets sångarförbund
Svenska Missionsförbundets sångarförbund var en riksorganisation som organiserade körer i Sverige.

## Historik
Svenska Missionsförbundets sångarförbund bildades 1927 på initiativ av organisten Axel Södersten vid Missionsskolan på Lidingö. Sedan 1905 hade det funnits regionala sångarförbund inom missionsförsamlingen. Svenska Missionsförbundets sångarförbund bestod till en början av nio länsförbund för att senare finnas i hela Sverige. Förbundets första sångarfest hölls 1928 med 2300 sångare under ledning av den dåvarande förbundsdirigenten Axel Södersten. 1938 hölls nästa sångarfest med 3200 körsångare. 1939 anställdes förbundets första musikkonsulent och 1944 ordnade man sin första riksutbildning i dirigering. Förbundet uppgick tillsammans med Svenska Baptisternas Sångarförbund och Metodistkyrkans Sångarförbund 1 januari 2012 och bildade Equmeniakyrkans sångarförbund.

### Tidningar
Svenska Missionsförbundets sångarförbund gav ut tidningen Sångarbladet från 1928 till 1969.

#### Mixturen
Svenska Baptisternas Sångarförbund, Metodistkyrkans Sångarförbund och Svenska Missionsförbundets sångarförbund gav i samarbete med Frikyrkliga studieförbundet ut musiktidningen Mixturen med notbilagor. Tidningen gavs ut från 1970 till 1998.